# Psammokalliapseudes mirabilis
Psammokalliapseudes mirabilis är en kräftdjursart som beskrevs av Lang 1956. Psammokalliapseudes mirabilis ingår i släktet Psammokalliapseudes och familjen Kalliapseudidae. Inga underarter finns listade i Catalogue of Life.